# Chicoacán
Chicoacán es una localidad del municipio de Huimanguillo ubicado en la subregión de la Chontalpa del estado mexicano de Tabasco.

## Geografía
La localidad de Chicoacán se sitúa en las coordenadas geográficas 17°45′45″N 93°28′48″O / 17.762622, -93.479942, a una elevación de 42 metro sobre el nivel del mar.

## Demografía
Según el Conteo de Población y Vivienda 2020, efectuado por el Instituto Nacional de Estadística y Geografía, la localidad de Chicoacán tiene 544 habitantes, de los cuales 272 son del sexo masculino y 272 del sexo femenino. Su tasa de fecundidad es de 2.88 hijos por mujer y tiene 144 viviendas particulares habitadas.
| Gráfica de evolución demográfica de Chicoacán entre 1990 y 2020 |
|                                                                 |
| INEGI.                                                          |